# Янчо, Миклош
Ми́клош Я́нчо (венг. Jancsó Miklós; 27 сентября 1921, Вац — 31 января 2014, Будапешт) — венгерский кинорежиссёр и сценарист.

## Биография
Отец Янчо — венгр, мать — румынка. После школы изучал юриспруденцию в Пече, курс окончил в 1944 году в Коложваре. Он зарегистрировался в коллегии адвокатов, но от карьеры отказался. В 1946 году переехал в Будапешт. В 1949 году женился на Каталин Вовесньи, у них родилось двое детей — Миклош-младший (1952) и Каталин (1955). В 1950 году окончил Академию театра и кино в Будапеште с дипломом кинорежиссёра. В 1958 году, после развода с Каталин, женился на Марте Месарош, в середине 1960-х они разошлись.
В 1959 году познакомился с писателем Дьюлой Хернади, который сотрудничал с Янчо в качестве сценариста вплоть до своей смерти в 2005-м. В 1968 году в Будапеште Янчо познакомился с итальянской журналисткой и сценаристкой Джованной Гальярдо; вместе они уехали в Рим, где Янчо работал почти 10 лет, изредка наведываясь в Будапешт. В 1980 году он расстался с Гальярдо и в 1981-м женился на монтажёре Жуже Чакань; в 1982 году у них родился сын Давид.
Янчо — почётный профессор Академии театра и кинематографии в Будапеште (с 1988), был приглашённым профессором в Гарварде (1990—1992).
На протяжении всей карьеры, кроме полнометражных фильмов, Янчо снимал короткометражные и документальные фильмы, в 1970-х — 1980-х осуществил несколько театральных постановок.
Критик порядков по обе стороны «железного занавеса», Янчо писал:
«Во время работы над „Красным псалмом“ я уже жил в Италии и там понял, что более отвратительной вещи, чем ранний, хищный капитализм, Земля не видела. Фраза „собственность — это кража“ в точности описывает реальность. Политика же не что иное, как возможность попасть в круг общества, который может эту кражу осуществлять».

Миклош Янчо

Скончался 31 января 2014 года.

## Творчество
Его фильмы 1960—1970-х годов (Рассветы и закаты, 1961; Кантата, 1963; Без надежды, 1966; Агнец Божий, 1970; Пока народ ещё просит (Красный псалом), 1972; Любовь моя, Электра, 1974; Частные пороки, публичные добродетели, 1975; Аллегро барбаро, 1979) получили мировое признание. В 1980-е и позднее преподавал кино в различных университетах мира.

## Признание
Премия Каннского фестиваля (1972), другие национальные и международные премии.

## Фильмография

### Режиссёр
- 1958 — Колокола отправились в Рим / A harangok Rómába mentek
- 1960 — Три звезды / Három csillag
- 1960 — Искусство продажи / Az eladás müvészete
- 1961 — Индейское приключение / Indiántörténet
- 1963 — Развязки и завязки / Oldás és kötés
- 1965 — Без надежды / Szegénylegények
- 1965 — Так я пришёл / Így jöttem
- 1967 — Звёзды и солдаты / Csillagosok, katonák
- 1967 — Тишина и крик / Csend és kiáltás
- 1968 — Светлые ветры / Fényes szelek
- 1968 — Красный май / Vörös május
- 1969 — Сирокко / Sirokkó
- 1970 — Агнец Божий / Égi bárány
- 1970 — Смог / Füst
- 1971 — Пацифистка / La pacifista
- 1971 — Техника и ритуал / La tecnica e il rito
- 1972 — Красный псалом / Még kér a nép
- 1974 — Электра, любовь моя / Szerelmem, Elektra
- 1974 — Рим вновь хочет Цезаря / Roma rivuole Cesare
- 1976 — Частные пороки, общественные добродетели / Vizi privati, pubbliche virtù
- 1978 — Венгерская рапсодия / Magyar rapszódia
- 1978 — Варварское аллегро / Allegro barbaro
- 1981 — Сердце тирана, или Боккаччо в Венгрии / A zsarnok szíve, avagy Boccaccio Magyarországon
- 1985 — Рассвет / L’aube
- 1987 — Сезон чудовищ / Szörnyek évadja
- 1988 — Гороскоп Иисуса Христа / Jézus Krisztus horoszkópja
- 1991 — Бог пятится назад / Isten hátrafelé megy
- 1992 — Вальс «Голубой Дунай» / Kék Duna keringő
- 1994 — Послание из камня / Kövek üzenete — Budapest
- 1995 — Не анекдотично ли? / Elmondták-e?
- 1996 — Ребята, давайте любить друг друга! / Szeressük egymást, gyerekek!
- 1997 — Играй, Феликс, играй! / Játssz, Félix, játssz!
- 1998 — И в руки мне дана Господня лампа в Пеште / Nekem lámpást adott kezembe az Úr, Pesten
- 2000 — Проклятие! Комары / Anyád! A szúnyogok
- 2001 — Последний ужин в «Арабском сером» / Utolsó vacsora az Arabs Szürkénél
- 2002 — Просыпайся, товарищ, не спи / Kelj fel, komán, ne aludjál
- 2004 — Битва при Мохаче / A mohácsi vész
- 2006 — Эде съел мой завтрак / Ede megevé ebédem
- 2010 — Ода истине / Oda az igazság

### Сценарист
- 1963 — Развязки и завязки / Oldás és kötés
- 1967 — Звёзды и солдаты
- 1967 — Тишина и крик / Csend és kiáltás
- 1968 — Светлые ветры / Fényes szelek
- 1969 — Сирокко / Sirokkó
- 1970 — Агнец Божий / Égi bárány
- 1971 — Пацифистка / La pacifista (и сюжет)
- 1971 — Техника и ритуал / La tecnica e il rito (в титрах не указан)
- 1974 — Рим вновь хочет Цезаря / Roma rivuole Cesare
- 1976 — Частные пороки, общественные добродетели / Vizi privati, pubbliche virtù (рассказ)
- 1978 — Венгерская рапсодия / Magyar rapszódia
- 1978 — Варварское аллегро / Allegro barbaro
- 1981 — Сердце тирана, или Боккаччо в Венгрии / A zsarnok szíve, avagy Boccaccio Magyarországon
- 1985 — Рассвет / L’aube
- 1988 — Гороскоп Иисуса Христа / Jézus Krisztus horoszkópja
- 1991 — Бог пятится назад / Isten hátrafelé megy
- 1992 — Вальс «Голубой Дунай» / Kék Duna keringő
- 1996 — Ребята, давайте любить друг друга! / Szeressük egymást, gyerekek!
- 1998 — И в руки мне дана Господня лампа в Пеште / Nekem lámpást adott kezembe az Úr, Pesten
- 2000 — Проклятие! Комары / Anyád! A szúnyogok
- 2001 — Последний ужин в «Арабском сером» / Utolsó vacsora az Arabs Szürkénél
- 2002 — Просыпайся, товарищ, не спи / Kelj fel, komán, ne aludjál
- 2004 — Битва при Мохаче / A mohácsi vész
- 2006 — Эде съел мой завтрак / Ede megevé ebédem
- 2010 — Ода истине / Oda az igazság